# Peter Kienast
Peter Kienast, né le 30 mars 1949 à Ellbögen et mort le 12 décembre 1991, est un bobeur autrichien.

## Palmarès

### Championnats monde
- : médaillé d'argent en bob à 4 aux championnats monde de 1986.

### Coupe du monde
- 1 globe de cristal : 
  - Vainqueur du classement bob à 4 en 1988.